# Bacamorta
Bacamorta es una localidad española perteneciente al municipio de Foradada del Toscar, en la Ribagorza, provincia de Huesca, Aragón. Se encuentra en el valle homónimo.

## Patrimonio
- Iglesia parroquial, de los siglos XVI-XVII.[2]